# 신빙성 없는 위협
신빙성 없는 위협이란 전개형 게임이론에서 합리적인 경기자가 위협을 시행에 옮겨야 할 상황에서 실제로 그렇게 행하는 것이 불리한 경우를 말한다.
진입게임(entry game)에서 경기자1이 경기자2가 독점한 시장에 진입을 하려고 하는 경우를 예로 들어보자. 경기자 1이 독점시장에 진입하기 전 (경기자1의 이익, 경기자2의 이익)은 (0, 2)이고, 경기자 1이 시장에 진입할 경우 경기자 2가 경기자 1의 진입을 수용하면 이는 (1, 1), 보복하면 (-1, -1)이 된다고 하자. 이때 경기자 2가 경기자 1에게 '시장진입을 한다면 보복을 하겠다'라고 위협한다면, 실제로 경기자1이 진입한다 하더라도 그 선택을 번복할 수 없기 때문에 합리적인 경기자라면 보복을 하는 것보다 수용하는 것이 이득이다. 따라서 경기자1이 선택하기 전에 경기자2가 위협을 하는 것은 실효성이 없다. 이러한 위협이 신빙성 없는 위협의 예이다.
이와 반대로 위협을 실행에 옮기는 것이 유리할 경우 이러한 위협을 신빙성 있는 위협(credible threat) 이라고 부른다.

## 같이 보기
- 부분게임 완전 균형

## 참고 문헌
- 김영산&왕규호, "미시경제학 -미시적경제분석의이해-', 박영사,2013, p.633